# محكمة جنوب القاهرة
محكمة جنوب القاهرة أو محكمة مصر الأهلية أو سراي القضاء العالي أو جنوب القاهرة القديمة وما تعرف بين العامة والإسم الأشهر محكمة باب الخلق هي أول محكمة مصرية تاريخية قديمة، أسست سنة 1884 مع ظهور المحاكم الأهلية في مصر، نظرت العديد من القضايا التي شغلت الرأى العام المصري والعالمي، وأصدرت منصات المرافعة أحكاما تاريخية في قضايا شهيرة، نقلت إلي منطقة زينهم سنة 2010.

## تاريخ
يرجع تاريخ المحاكم المصرية إلى عهد مصر القديمة، وكانت مصر أولي الدول في وضع منظومة المحكمة والقانون والقضاء، ومع بداية الأسرة العلوية أقام محمد علي باشا سنة 1837 ببناء دولة حديثة فكان لابد من وضع العدل والقانون فأنشأ سبعة دواوين قوانينة، أهمها الديوان العالي، الذي حكم كل الاختصاصات ومن بينها الاختصاص القضائي أسس محمد علي جمعية الحقانية سنة 1840 وهي أول مؤسسة قضائية حديثة تعرفها مصر، وضمت في اختصاصاتها التشريع، واعتُبِرت هيئة استشارية يحيل لها الوالي القضايا التي تم الحكم فيها لإعادة النظر في تلك القضايا مرة أخرى.
- إنشاء في عهد عباس الأول مجالس الأقاليم سنة 1852، علي أن تتكون من خمسة مجالس شملت قضايا مصر بالكامل.
- قام الخديوي إسماعيل سنة 1863 بالتوسع في إنشاء المجالس فأصبح في كل قرية من قري الريف مجلس قروي يختص بشؤونه، علي أن يكون مجلس الإسكندرية ومصر مجالس تستنائف أمامهم الأحكام، وأنشأ ديوان الحقانية ونقل كل المجالس إليه، وأسس المجالس الابتدائية والاستئنافية وحدد اختصاصات كل منها لكن كان ينقصها تشريع واضح.

إنشاءات المحاكم المختلطة في عهد الخديوي توفيق سنة 1875، تبعه إنشاء المحاكم الأهلية كنتيجة للمطالبة بالمثل، ليُلغَى مجالس الأحكام.
بدأ النظام القضائي الحديث بعد إنتهاء المحاكم المختلطة سنة 1949.

### نشأة محكمة جنوب القاهرة
أنشئت محكمة مصر الأهلية سنة 1884، أو كما تعرف باسم محكمة باب الخلق بجوار مديرية أمن القاهرة بشارع بورسعيد، مع ظهور المحاكم الأهلية في مصر، وكان أول رئيس لها هو القاضي إبراهيم فؤاد باشا، أصبح اسمها (سراي القضاء العالي)، بعد أن ضمت محكمة استئناف مصر ومحكمة النقض، أتاخذ النائب العمومي، مقر داخل المحكمة (النائب العام حالياً).
اختارها الملك فؤاد مقرا للاحتفالات بالعيد الذهبي لمرور خمسون عاما على إنشاء المحاكم الأهلية في مصر سنة 1933، وثقت واقع الإحتفال في لوحة تشكيلية تقع في مدخل المحكمة. يرتدا سنوياً علي المحكمة ما يقرب من أربعة ملايين مواطن ما بين محامين ومتقاضين وشهود وأهالي متهمين، تلقت المحكمة منذ أول أكتوبر سنة 2004 حتى أول يونيو سنة 2005 نحو مائة وخمسة وثلاثين ألف قضية مدنية و خمسون ألف قضية جنائية وجنح ومثلها تقريباً تلقتها محكمة الأسرة ولكثرة القضايا وقتها اضطرت المحكمة، إلى تحويل سبعة عشرة مكتبًا إلى قاعات للجلسات.
ونتيجة لهذا أقمت وزارة العدل أنشأ مبنى جديد للمحكمة بمنطقة زينهم يضم واحد وثلاثين قاعة للجلسات ومكون من تسعة أدوار، افتتحت في عهد ممدوح مرعي.

## محكمة جنوب الجنوب القاهرة (زينهم)
أنشأ مجمع محاكم زينهم سنة 2010 بعد عجز محكمة باب الخلق لاستقبال المزيد من القضايا، ونقلت جميع قضايا المحكمة إلي مبنى محكمة جنوب القاهرة الجديد بمنطقة زينهم، زودت لأول مرة بشاشات عرض لمتابعة سير عمل الجلسات والقضايا، دون الدخول إلى القاعة، يتكون المبنى الجديد من عشرة طوابق وجراج للسيارات، تقع المحكمة الجديدة على مساحة 4500 متر، وله مدخلان، وممر خاص بسيارات الترحيلات، التى ستقل المتهمين دون إنزالهم إلي الشارع، وتتشكل المحكمة من ثلاثة طوابق، وتضم واحد وثلاثين قاعة لنظر القضايا، تتراوح مساحة القاعة الواحدة بين 200 إلي 300 متر، وغرفاً للمحامين، وقاعات للاستراحة، حضر حفل الافتتاح وزير العدل السابق ممدوح مرعي.

## عمارة
تميزت محكمة باب الخلق بأعمدتها وممراتها وزخارفها، شيدت عموماً على الطراز الإنجليزى، وضمت ست قاعات داخل بهو المحكمة الكبير يشبه إلى حد كبير القصور القديمة ذات التصميم المعماري المميز وخاصة الأعمدة الرخامية الكبيرة التي كانت تفصل بين قاعات المحكمة بالدور المنخفض والذي أشتمل علي قاعات المحكمة وقاعة كبير للمحامين بالإضافة إلي بهو يضم الأرشيف وكذلك غرف بالأسفل تخصص لانتظار للمتهمين. أما الأدوار العلوية ضمت غرف مخصصة لموظفي المحكمة، والقضايا المختلفة من القضايا المدنية والتجارية وتعويضات وقرارات الإفلاس ومحاكم الأسرة وغيرها، تميزت المحكمة باتساع الغرف والأرضيات من الحجر النادر جلب من تركيا.بعد ازدياد عدد القضايا أنشأ مبني اخر وأصبحت المحكمة تتكون من مبنيين: الأول وهو المطل على شارع الجلاء وكوبري أكتوبر، وهو مبنى مكون من سبعة طوابق، شغلته عدد من المحاكم الجزئية والنيابات الجزئية والكلية، وجراج مهيأ للمتهمين في القضايا المعروضة على النيابة العامة لاستبقائهم، حتى إصدار القرارات في شأنهم سواء كان بالحبس فينتقلون إلى السجن أو بإخلاء سبيلهم، أحترق بالكامل.
أما خلف المبنى فهناك مبنى آخر ملحقا للمبنى المحكمة، يتكون من تسعة طوابق ومازال يعمل حتي الآن بصورة منتظمة، ضم المبني أثني عشرة دائرة لمحكمة الجنح ونياباتها الجزئية، تشمل شبرا وروض الفرج والأزبكية وبولاق والدرب الأحمر والسيدة زينب والجمالية ومصر القديمة وباب الشعرية والموسكي، يتبعه مبنى الشهر العقاري (أحترق أثناء ثورة يناير).

## حوداث
تعرضت المحكمة في 4 أبريل سنة 2013، لحريق هائل نشب في الطابق الأخير منه، احترق بكل من فيه.

### تحقيقات النيابة
قيل إن النيران اشتعلت داخل أربعة غرف بالطابق الثالث بمبني نيابة أبو العلا نتيجة ارتفاع درجات الحرارة من مكيف هواء، وبدأت ألسنة اللهب في التهام محتويات الغرفة بالكامل، وامتد إلى باقي مكاتب نيابات وسط القاهرة، والتي نقلت من مجمع محاكم الجلاء الابتدائي بعد احتراقه في أحداث ثورة (25) يناير أيضا، فقد نقلت العديد من النيابات لمقر المحكمة التاريخي والمتمثلة في نيابات بولاق أبو العلا، ومنشية ناصر، ومكاتب أعضاء نيابة حوادث وسط القاهرة، والنيابة الكلية، ومكتب المحامي العام لنيابات وسط القاهرة وجدول تحديد الجلسات وحفظ القضايا.

## أشهر القضايا أمامها
شهدت محكمة جنوب القاهرة أو باب الخلق العديد من القضايا التاريخية الشهيرة، شغلت الرأى العام المصري والعالمي ولعل أبرزها؛
- محاكمة محمد أنور السادات رئيس الجمهورية الراحل عن قضية اتهامه باغتيال الوزير أمين عثمان سنة 1948، حملت القاعة اسم السادات بعد ذلك، ودخلها لعقد الجلسات 10 أكتوبر 1977، بصفته رئيسا للمجلس الأعلى للهيئات القضائية
- قضية أحداث يناير سنة 1977.
- قضية الجاسوس عزام عزام.
- قضية نواب القروض.
- قضية يوسف والى وزير الزراعة الأسبق ضد جريدة الشعب المصرية.
- قضية مركز ابن خلدون.
- قضية شريف الفيلالي.
- قضية رجل الأعمال هشام طلعت مصطفى ومحسن السكري الخاصة بمقتل الممثلة سوزان تميم.
- قضية حسام أبو الفتوح.
- قضية رئيس قطاع الأخبار المصري الأسبق محمد الوكيل.
- قضية الشواذ.
- قضية الآثار الكبرى.
- قضية أيمن نور.
- قضية قتل المتظاهرين في ثورة يناير ضد حسني مبارك رئيس مصر الأسبق.
- محاكمة حسني مبارك
- قضية قذاف الدم.
- قضية حريق الجبلاية.
- قضية اتحاد الكرة.
- قضية خيرت الشاطر.

وكانت تلك القضايا الأربع الأخيرة من أهم القضايا التي أشاع أنها احترقت ، ولكن المحكمة أكدت في التحقيقات نقل ملفات هذه القضايا للحفظ بدار القضاء العالي ولكن قضية قذاف الدم أحترق الملف بالكامل.

## متحف
أعلنت وزارة العدل المصرية خطة لترميم المبني بعد الحراق، وتحويل المحكمة إلي متحف تاريخي يعرض تاريخ المحاكم المصرية علي مر العصور التاريخية ويتبع هيئة الآثار، ولكن إلي اليوم لم ينفذ فكرة المشروع، وأصبح المكان مهجورا منذ الحريق. يرجع هذا إلي أن الترميم بحاجة إلى مبالغ ضخمة، خاصة أنها محكمة تاريخية عاصرت فترات مهمة من تاريخ مصر، ومطلوب لترميمها اشتراطات معينة، بحكم تسجيلها ضمن المبانى ذات الطابع الخاص، طبقا للقانون رقم مائة أربع وأربعين لسنة 2006، وقد أوصت اللجنة الهندسية المختصة بترميم المبنى، بضرورة إزالة الطابق الثالث نظرًا لصعوبة إعادته إلى أصله مرة أخرى، كما أنه يمثل خطورة على المبنى بالكامل.